# Енджи Каннінгем
Енджи Каннінгем (англ. Angie Cunningham; 2 лютого 1973 — 4 жовтня 2016) — колишня австралійська тенісистка.
Найвищу одиночну позицію світового рейтингу — 318 місце досягла 17 квітня 1995, парну — 111 місце — 10 травня 1993 року.
Здобула 3 одиночні та 7 парних титулів туру ITF.
Найвищим досягненням на турнірах Великого шолома було 2 коло в парному розряді.

## Фінали ITF
| турніри $50,000 |
| турніри $25,000 |
| турніри $10,000 |

### Одиночний розряд (3–3)
| Результат | Ранг | Дата            | Турнір                               | Покриття | Суперниця           | Рахунок       |
| --------- | ---- | --------------- | ------------------------------------ | -------- | ------------------- | ------------- |
| Перемога  | 1.   | 19 травня 1991  | ITF Борнмут, Велика Британія         | Тверде   | Джоанн Ліммер       | 6–3, 3–6, 6–3 |
| Поразка   | 1.   | 27 квітня 1992  | ITF Шеффілд, Велика Британія         | Тверде   | Світлана Пархоменко | 3–6, 6–4, 4–6 |
| Перемога  | 2.   | 13 березня 1994 | ITF Воррнамбул, Австралія            | Тверде   | Джейн Тейлор        | w/o           |
| Поразка   | 2.   | 20 березня 1994 | ITF Канберра, Австралія              | Трава    | Тан Мінь            | 3–6, 0–6      |
| Перемога  | 3.   | 2 травня 1994   | ITF Лі-он-зе-Солент, Велика Британія | Ґрунт    | Хрістіна Захаріду   | 6–3, 6–4      |
| Поразка   | 3.   | 26 березня 1995 | ITF Бендіго, Австралія               | Тверде   | Джейн Тейлор        | 0–6, 4–6      |

### Парний розряд (7–6)
| Результат | Ранг | Дата              | Турнір                       | Покриття | Партнерка        | Суперниці                             | Рахунок        |
| --------- | ---- | ----------------- | ---------------------------- | -------- | ---------------- | ------------------------------------- | -------------- |
| Перемога  | 1.   | 5 березня 1990    | ITF Ньюкасл, Австралія       | Трава    | Кіррілі Шарп     | Хосокі Юко Хіросе Аяко                | 3–6, 7–5, 6–4  |
| Поразка   | 1.   | 30 вересня 1990   | ITF Куросіо, Японія          | Ґрунт    | Кетрін Берклей   | Наоко Кіносіта Еміко Такахасі         | 4–6, 6–4, 2–6  |
| Поразка   | 2.   | 14 жовтня 1990    | ITF Мацуяма, Японія          | Ґрунт    | Кетрін Берклей   | Керрі-Енн Г'юз Крістін Кунс           | 7–6, 3–6, ret. |
| Перемога  | 2.   | 19 травня 1991    | ITF Борнмут, Велика Британія | Тверде   | Джоанн Ліммер    | Йоаннетта Крюгер Сінді Саммерс        | 6–0, 6–2       |
| Поразка   | 3.   | 8 липня 1991      | ITF Ерланген, Німеччина      | Ґрунт    | Луїс Стейсі      | Вікторія Мильвидська Мая Живець-Шкуль | 4–6, 4–6       |
| Перемога  | 3.   | 15 липня 1991     | ITF Дармштадт, Німеччина     | Ґрунт    | Луїс Стейсі      | Мартіна Павлік Ліса Сіманн            | 6–1, 6–2       |
| Перемога  | 4.   | 3 лютого 1992     | ITF Джакарта, Індонезія      | Ґрунт    | Ніколь Пратт     | Руксандра Драгомір Іріна Спирля       | 6–1, 6–0       |
| Поразка   | 4.   | 13 квітня 1992    | ITF Салерно, Італія          | Тверде   | Кіррілі Шарп     | Лінда Феррандо Сільвія Фаріна-Елія    | 1–6, 4–6       |
| Поразка   | 5.   | 6 липня 1992      | ITF Ерланген, Німеччина      | Ґрунт    | Кароліна Шнайдер | Чень Лі Йокоборі Мікі                 | 4–6, 2–6       |
| Перемога  | 5.   | 23 листопада 1992 | ITF Нуріоотпа, Австралія     | Тверде   | Керрі-Енн Г'юз   | Магдалена Фейстель Кіррілі Шарп       | 4–6, 7–6, 6–2  |
| Перемога  | 6.   | 20 грудня 1992    | ITF Брисбен, Австралія       | Трава    | Джастін Годдер   | Керрі-Енн Г'юз Крістін Кунс           | 6–4, 3–6, 6–2  |
| Перемога  | 7.   | 20 березня 1994   | ITF Канберра, Австралія      | Трава    | Кейт Макдоналд   | Ацуко Сінтані Харуко Сіґекава         | 6–2, 6–2       |
| Поразка   | 6.   | 4 вересня 1995    | ITF Сполето, Італія          | Ґрунт    | Карен Нуджент    | Крістіна Сальві Елена Савольді        | 6–1, 6–7, 2–6  |